# Savar
Savar falu Horvátországban Zára megyében. Közigazgatásilag Salihoz tartozik.

## Fekvése
Zárától légvonalban 18 km-re délnyugatra, községközpontjától légvonalban 18 km-re, közúton 24 km-re északnyugatra a Dugi-sziget középső részén, az azonos nevű kis öböl felett, Luka és Brbinj között fekszik. Tengerpartja rendkívül tagolt, számos kis öböllel rendelkezik.

## Története
Első írásos említése 1279-ben a 13. században történt. Neve a neves horvát nyelvész Petar Skok szerint a görög „szaurosz” (gyík) főnévből származik. A régi forrásokban általában „Sauro” néven szerepel, a „Savar” alak 1457-ben tűnik fel először. A középkorban egy Remete Szent Antal tiszteletére szentelt kolostor állt itt Szent András templomával együtt, de ezek 1505-ben elpusztultak. A Volujak nevű mocsár mellett még mindig látszanak romjai. A falu területe a sziget többi részéhez hasonlóan Zárához tartozott, majd 1409-től a várossal együtt a Velencei Köztársaság része lett. A 18. század végén Napóleon megszüntette a Velencei Köztársaságot. Dugi otok 1797 és 1805 között Habsburg uralom alá került, majd az egész Dalmáciával együtt a Francia Császárság része lett. 1815-ben a bécsi kongresszus újra Ausztriának adta, amely a Dalmát Királyság részeként Zárából igazgatta 1918-ig. A településnek 1857-ben 151, 1910-ben 242 lakosa volt. Az első világháborút követően előbb a Szerb-Horvát-Szlovén Királyság, majd Jugoszlávia része lett. A második világháború idején 1943. május 7. és 13. között a megszálló olasz csapatok az egész települést felégették, lakosságát részben megölték, részben koncentrációs táborokba hurcolták. Emiatt a falu ma látható épületei mind a háború után épültek. A népesség nagyarányú csökkenése azonban nem a háború következtében, hanem a háború után megindult kivándorlás (főként Amerikába és Ausztráliába) miatt történt. A falunak 2011-ben 53 lakosa volt, akik hagyományosan halászattal és újabban egyre inkább turizmussal foglalkoznak.

## Lakosság
| Lakosság változása | Lakosság változása | Lakosság változása | Lakosság változása | Lakosság változása | Lakosság változása | Lakosság változása | Lakosság változása | Lakosság változása | Lakosság változása | Lakosság változása | Lakosság változása | Lakosság változása | Lakosság változása | Lakosság változása | Lakosság változása |
| ------------------ | ------------------ | ------------------ | ------------------ | ------------------ | ------------------ | ------------------ | ------------------ | ------------------ | ------------------ | ------------------ | ------------------ | ------------------ | ------------------ | ------------------ | ------------------ |
| 1857               | 1869               | 1880               | 1890               | 1900               | 1910               | 1921               | 1931               | 1948               | 1953               | 1961               | 1971               | 1981               | 1991               | 2001               | 2011               |
| 151                | 167                | 178                | 177                | 202                | 242                | 284                | 298                | 286                | 282                | 197                | 188                | 93                 | 85                 | 57                 | 53                 |

## Nevezetességei
- A Savari-öbölben álló kis Szent Peregrin templomot[5] már 1300-ban említik. A templom egy kis szigetecskén áll, amelyet ma töltés köt össze a Dugi-szigettel. Iveković és Petricioli horvát régészek szerint a 7. és 9. század közötti időben épült. 1670-ig ez volt a falu plébániatemploma, amelyet ekkor Przago érsek határozata alapján a falu közepén álló Kármelhegyi Boldogasszony templomba helyeztek át. Ezután a Szent Pelegrin templom temetőkápolnaként szolgált. A mali iži Szűz Mária rotunda mellett ez a megye másik eredeti óhorvát építészeti stílusban épített temploma. A templom mai formájában négyszög alaprajzú, ugyancsak négyszögletes szentéllyel, amely egyben a templom legrégebben épített része. A szentély nagyon szerény építésű, mérete 3,35 x 3,35 méter, magassága a talajtól a boltozatot képező kupola tetejéig 5 méter. Később ehhez építették hozzá a hajót és a sekrestyét és a régi épület az új templom szentélye lett. A templomban Szent Peregrin kis méretű szobra látható.[2]
- A Kármelhegyi boldogasszony tiszteletére szentelt plébániatemploma a település közepén áll. A templomot 1670-ben a zárai Franceschi család építtette. Barokk keresztelőmedencéjén 17. századi glagolita felirat látható az 1672-es évszámmal. Eredetileg a Szent Peregrin templomban állt. A templomnak három márvány oltára van. A főoltár képén a Boldogasszony képe látható. A két mellékoltár Jézus Szíve és a Lourdes-i Szűzanya tiszteletére van szentelve, rajtuk Jézus és Szűz Mária szobra áll. A templomban még egy Szent Jeromos és egy Szent József szobor is található. Kincsei között említésre méltó egy 15. századi gótikus körmeneti kereszt, egy barokk feszület a 17. századból és egy 14. századi ostyatartó pixis. Mindhárom tárgyat 1976-óta a zárai egyházművészeti múzeum őrzi.[2]
- Savar természeti látványossága a határában található Strašna-cseppkőbarlang. A barlangot 1898-ban említik először és a „Liburnija” barlangkutató egyesület munkájának köszönhetően az ország egyik legelső látogatható barlangja volt, melyet már 1900-ban megnyitottak a látogatók előtt. Bejárata 70 méter magasságban nyílik a tengerszint felett, az impozáns bejárat szélessége 10 méter, magassága 7 méter. A barlangot 1904-ben maga Ferenc József császár is meglátogatta. Később azonban bezárták, amelyben talán az is közrejátszott, hogy Zita hercegné a látogatáskor a lábát törte.[6] Ismételt megnyitását és védettség alá helyezését a savari illetőségű Vladimir Šarunić kezdeményezte 2000-ben. Első megnyitása után 107 évvel 2007. július 5-én nyitották meg újra. A barlangban már az ősember is járt, ezt igazolja az itt talált, pattintott kovakőből készített kőkés.[7]
- A Vlakno-barlang a jégkorszak vége óta emberi lakóhely, a régió legrégebbi ismert emberi lakóhelye. A barlang egy kis, 30 m2-es terület, amely a sziget legszűkebb részén, Luka és Savar települések között helyezkedik el 60 m tengerszint feletti magasságban. Nyílása délnyugatra néz. A barlangban végzett kutatások hozzávetőleges képet nyújtottak a vadászó ember szerszámairól, az élelmét képező állatfajokról, valamint a környéket korábban körülvevő különféle növényfajok maradványairól. A C14 elemzés eredményei és adatai szerint a barlangot a késő paleolitikum időszakában, az i. e. 7000 és 12 000 közötti időszakban lakták.[8]
- Savar egykori kőbányájáról is híres, ahonnan a zárai római fórum és paloták, Róma és Velence templomai, de még az ENSZ New York-i székházának építéséhez is szállítottak követ.